# 阿西亚科
阿西亚科、阿佳克、阿加克高汤（英語：西班牙語發音：[aˈxjako]），是一种在哥伦比亚、古巴、秘鲁常见的汤。关于这道菜的起源存在争论。在哥伦比亚的首都波哥大，这道菜很受欢迎，通常用鸡肉、三种马铃薯和牛膝菊制成。古巴的阿西亚科是一道炖菜；在秘鲁，阿西亚科也有着独特的变化。

## 历史
阿西亚科这道菜的确切来源一直在学术界存在争论。古巴前总统阿尔弗雷多·萨亚斯亚·阿方索在他的著作《安的列斯辞典》（西班牙語：Lexicografía antillana）中指出，阿西亚科（Ajiaco）词根来自，在泰诺族语言中意指“辣椒”。古巴民族学家费尔南多·奥尔蒂斯称，阿西亚科是塔诺的典型代表食物，他曾把古巴比作阿西亚科，意喻古巴是一个多民族的大熔炉社会；浓汤则代表综合而成的古巴国家身份认同。在古巴城市卡马圭，圣胡安节开始即制作和供应阿西亚科。古巴 《La Calle》杂志称，早期卡马圭的居民即有使用自己的烹饪材料制作阿西亚科的传统。古巴膳食中的食材香料均带有西班牙与非洲色彩。肉类家畜与瓜果主要是由殖民者西班牙人带入，而大量来自非洲的奴隶也带来了原产非洲的芋头、山药等作物。这些食材的混合，形成了阿西亚科菜汤，也是当时奴隶的基本食物。阿西亚科在16世纪的古巴非常受欢迎，尤其是在古巴农村地区，此外上层阶级偶尔也喜欢享用阿西亚科。在古巴，食用阿西亚科会有去除邪恶的寓意。

## 制作

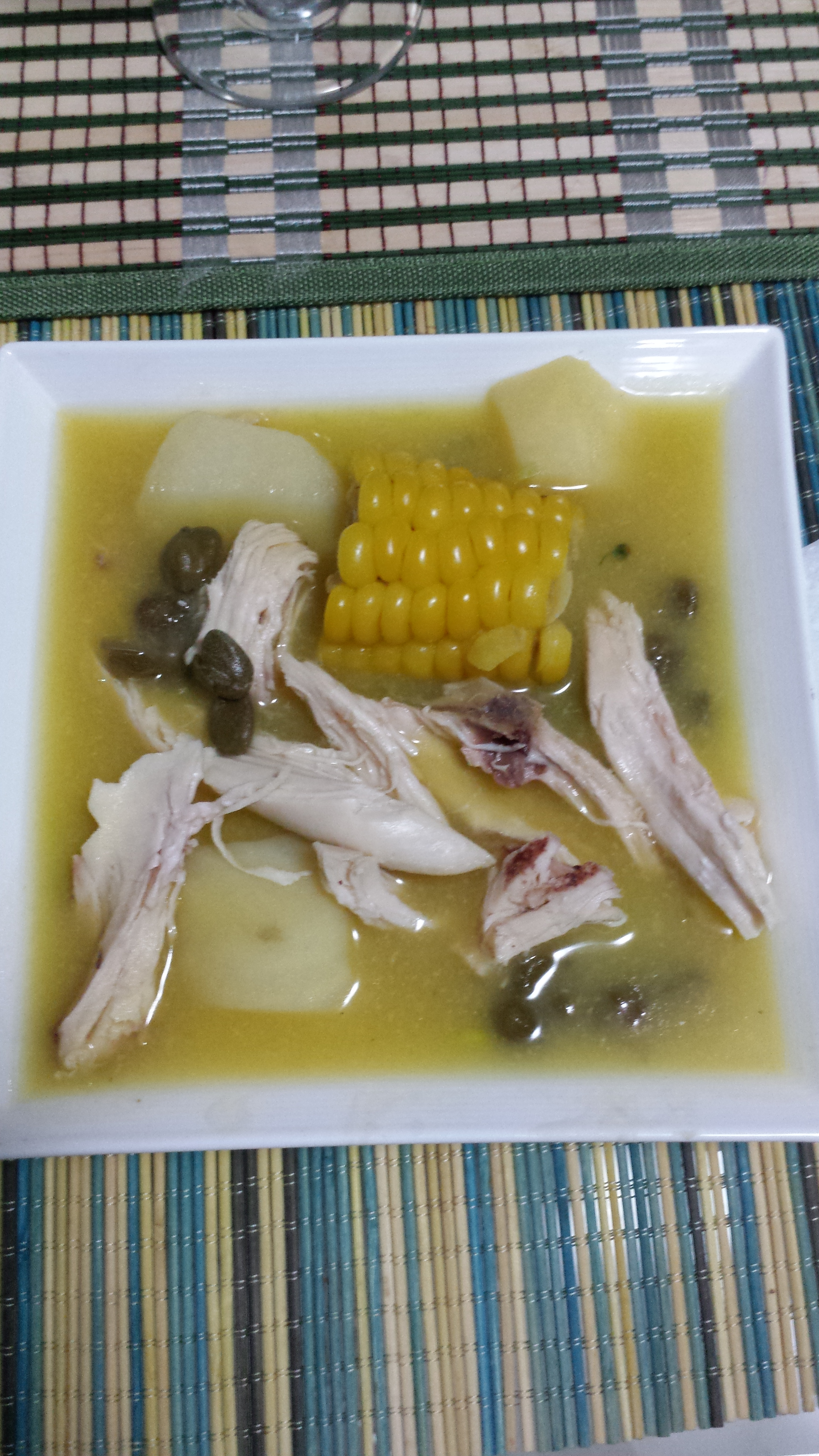
哥伦比亚波哥大的阿西亚科

### 哥伦比亚
在哥伦比亚首都波哥大，阿西亚科是一种非常受欢迎的菜肴，通常用鸡肉、三种土豆、玉米和牛膝菊制作。牛膝菊在哥伦比亚被称为瓜斯卡（西班牙語：guasca），不过在美国却被视为一种杂草。做法通常是选取精良的去骨鸡脯肉加入鸡精，放在锅中炖煮半小时，将煮熟的鸡肉取出冷却，在熬制好的鸡汤里依次加入土豆、玉米，煮至软糯，再将做好的鸡肉重新放入汤中，并且佐以牛油果以及酸奶油出锅。

### 古巴
在古巴，阿西亚科则是一种由牛肉、猪肉、鸡肉、蔬菜和各种淀粉根和块茎组成的丰盛炖菜。一些高档餐厅会增加牛油果作为配菜。制作时先在锅内放上水，把猪骨头、猪肉块、去盐的干腌肉放到锅里煮沸，去掉汤上的泡沫，汤里加上绿香蕉、丝兰、玉米和芋头，然后放入西葫芦、土豆，再放入甘薯、稍煮过的成熟香蕉。随后在汤中放入奶油，加上煎过的葱头、蒜、欧芹、西红柿和辣椒，然后放上盐、调料、胡椒、绿柠檬，使汤的颜色从黑变白。

### 秘鲁
在秘鲁，阿西亚科由一种完全不同的土豆，配有大蒜、干黄和红辣椒、耶尔瓦布埃纳和印加孔雀草等做成，通常伴随着米饭和炖鸡。

## 相关
- 汤类列表（英语：List of soups）
- 土豆食谱列表（英语：List of potato dishes）